# Addams Family 3. – Jobb együtt, mint darabokban
Az Addams Family 3. – Jobb együtt, mint darabokban (eredeti cím: Addams Family Reunion) egy 1998-as amerikai filmvígjáték. Az Addams Family sorozat harmadik darabja.

## Cselekmény
Gomez, az Addams család feje úgy érzi, kutya kötelessége megerősíteni családját abban a hitben, hogy büszkék lehetnek származásukra. E céltól vezérelve családfakutatásba kezd, tanulmányozza az Addams-ek történelmét. Amikor hírt kap egy nagyszabású Addams-találkozóról, örömmel mond igent a meghívásra, és már előre örül, hogy végre távoli rokonokat is megismerhet. Mielőtt azonban elutaznának a találkozóra, váratlanul betoppan Gomez nagypapája és nagymamája, akiket öregkorukra elért a súlyos Walzheimer-kór. A betegség kezd elhatalmasodni az öregeken, akik – Gomez legnagyobb sajnálatára – normális emberként kezdenek viselkedni, és az éjszakai temetőlátogatások helyett mostanában egyre nagyobb figyelmet fordítanak olyan bizarr és beteges dolgokra, mint a társastánc…

## Szereplők
| Szerep                   | Színész          | Magyar hang     |
| ------------------------ | ---------------- | --------------- |
| Gomez Addams             | Tim Curry        | Háda János      |
| Morticia Addams          | Daryl Hannah     | Kiss Erika      |
| Phillip Adams            | Ed Begley Jr.    | Rosta Sándor    |
| Walter Adams             | Ray Walston      | Versényi László |
| Addams nagypapa          | Kevin McCarthy   |                 |
| Addams nagymama          | Estelle Harris   |                 |
| Fester Addams, nagybácsi | Patrick Thomas   | Kassai Károly   |
| Nagymama                 | Alice Ghostley   |                 |
| Lurch                    | Carel Struycken  |                 |
| Pugsley Addams           | Jerry Messing    | Baráth István   |
| Wednesday Addams         | Nicole Fugere    | Mánya Zsófia    |
| Melinda Addams           | Heidi Lenhart    |                 |
| Dolores Addams           | Diane Delano     | Molnár Zsuzsa   |
| Stevie Addams            | Logan Robbins    |                 |
| Geoff Addams             | Rodger Halston   | Fekete Zoltán   |
| Jenny Addams             | Lindsey Haun     |                 |
| Katherine Addams         | Hilary Shepard   | Nyírő Beáta     |
| Gina Adams               | Haylie Duff      |                 |
| Hogyishívják Kuzin       | Preston Ahearn   |                 |
| Izé                      | Christopher Hart |                 |

## Díjak, jelölések
| Év   | Díj                | Kategória                           | Jelölt      | Eredmény |
| ---- | ------------------ | ----------------------------------- | ----------- | -------- |
| 1999 | Young Artist Award | Legjobb alakítás – Fiatal színésznő | Haylie Duff | Elnyerte |

## Érdekesség
Carel Struycken (Lurch) és Christopher Hart (Izé) az egyetlenek, akik mind a három részben szerepeltek. Raul Julia 1994-ben váratlanul elhunyt, ezért Gomez szerepét Tim Curry vette át.